# Alpanseque
Alpanseque es un municipio y localidad española de la provincia de Soria, en la comunidad autónoma de Castilla y León. El término municipal, ubicado en la comarca de Almazán, tiene una población de 51 habitantes (INE 2024), repartidos en los núcleos de Alpanseque y Marazovel.

## Geografía
El municipio pertenece al partido judicial de Almazán y a la comarca de Almazán. Desde el punto de vista jerárquico de la Iglesia católica forma parte de la Diócesis de Osma la cual, a su vez, pertenece a la Archidiócesis de Burgos, aunque históricamente ha pertenecido al obispado de Sigüenza en el arciprestazgo de Barahona.

«...Cuya escuela de ambos sexos está dotada con 500 pesetas anuales, casa y retribuciones, pertenece a la provincia y audiencia de Soria, al partido de Medinaceli, y a la audiencia antigua y capitanía general de Burgos, distando de estos puntos trece, cuatro y treinta y tres leguas. 
Confina su término, con los de Barahona, Romanillos de Medina, Marazovel, Valdelcubo y Paredes. 
Su situación topográfica sobre un llano, hace que le batan los vientos E. y O. pero no se oponen a que su clima, sea bastante sano. 
Su término, es, extenso, de primera y segunda calidad, en su mayor parte, y el resto de aluvión; además de los rendimientos ordinarios de agricultura, herbáceos y de ganadería, produce hortalizas, cáñamos, linos y algunas frutas: cuenta más de mil fanegas de monte y realeza, y sino se cultiva mayor extensión de terreno, es porque faltan brazos, pues en la actualidad, solo cuenta con 340 habitantes. Posee un monte llamado monte hueco, dos fuentes de bastante caudal, Iglesia parroquial de entrada, dedicada a la Anunciación de la Virgen, con un órgano regular, una ermita de Nuestra Señora de La Soledad, casa rectoral, y varios palomares bien poblados. 
Celebra su fiesta anual a Nuestra Señora del Rosario, y correspondo al arciprestazgo de Barahona, siendo Marazobel su centro de Conferencias, donde asiste con el citado Barahona, Barcones y Rello. Dista de Sigüenza, seis leguas...»

### Flora y fauna
Alpanseque es parte de la paramera de los altos de Barahona, un lugar designado como Zona de Especial Protección para las Aves (ZEPA) y Lugar de interés Comunitario (LIC). Además, forma parte de la Red Natura 2000.
En las 42 898,7 hectáreas que ocupan los altos, existen diversos hábitats, entre los que destacan importantísimas extensiones de brezales oromediterráneos endémico con aliaga, prados alpinos y subalpinos y encinares de chaparra (Quercus ilex). Por el lugar hay diferentes manantiales y pequeños arroyos y ríos con vegetación de ribera (Glaucium flavum a destacar). Además, existen una gran diversidad de orquídeas.
Por otro lado, la zona destaca por su variedad de aves, donde a la elevada densidad de rapaces (búho real, aguilucho cenizo, buitre leonado, alimoche, milano negro y milano real, entre otras), hay que unir las importantísimas poblaciones de dos aves especialmente amenazadas: la alondra de Dupont (Chersophilus duponti), que con 2200 parejas, representa una de las más extensas poblaciones del globo. En cuanto a mamíferos, destaca la ocasional presencia del lobo ibérico (Canis lupus) y la nutria (Lutra lutra).

## Historia
A la caída del Antiguo Régimen la localidad se constituye en municipio constitucional en la región de Castilla la Vieja que en el censo de 1842 contaba con 71 hogares y 286 vecinos. La localidad aparece descrita en el segundo volumen del Diccionario geográfico-estadístico-histórico de España y sus posesiones de Ultramar de Pascual Madoz de la siguiente manera:

ALPANSEQUE: l. con ayunt. de la prov. y adm. de rent. de Soria (13 leg.), part. judicial de Medinaceli (4), aud. terr. y c. g. de Burgos (33), dióc. de Sigüenza (6): sit. en un llano: le baten libremente los vientos y especialmente el de E. y O. Su clima es sano, y no obstante se padecen algunas tercianas: se compone de 96 casas, una plaza, 3 calles, y algunos callejones: tiene casa de ayunt. con pósito y local para escuela, y tanto esta como las demas están construidas de piedra con alguna solidez, pero muy miserables interior, y esteriormente. La escuela de instruccion primaria es comun á ambos sexos, y se halla servida por el sacristan que á la vez es secretario del ayunt., quien por los tres caragos recibe 40 fan. de trigo. Hay una igl. parr. dedicada á la Asuncion de Ntra. Sra., de fáb. comun, con órgano, y un relox en la torre: tiene un cementerio unido á ella, pero no se ha notado perjudique á la salud pública: en sus inmediaciones hay 2 fuentes de buenas aguas de las que se surte la pobl. para sus usos. Confina el térm. por N. con el de Baraona á 1/4 leg., por E. con el de Romanillos á 1/3 leg., al S. con el de Valdelcubo á 1/4, y por O. con el de Paredes á 1/2: se encuentra en él y á dist. de 3/4 de leg. una ermita dedicada á Ntra. Sra. de la Soledad, de pobre construccion, y sostenida de las limosnas del vecindario. Su terreno comprende 6,180 fan., y de estas se cultivan 3,160, de las que son fuertes ó de primera calidad 340, gredosas ó de segunda 1,200, arenosas o de tercera 1,620. No se puede destinar á cultivo mayor número por ser de mala calidad, y por estar destinadas al pasto de los ganados. Cada año se siembra la mitad de la tierra, quedando la otra de descanso; del total de tierras en labor se destinan á granos 2,900 fan.; á legumbres 58, á hortalizas y frutas 52, á raices 40, al cáñamo y lino 120: hay de prados y pastos naturales 2,960, de artificiales 46, de monte arbolado 600, id. de maleza 400, baldias 1,962; sus caminos se dirigen para Romanillos, Atienza, Valdelcubo y Baraona, todos de herradura, en muy buen estado. El correo se recibe y despacha por la estafeta establecida en la inmediata v. de Baraona: prod.: lo referido anteriormenle y ganado lanar ordinario, mular, asnal, vacuno y de cerda. La ind. está reducida á 3 telares de paños bastos y cáñamo para el consumo del vecindario, y lo sobrante de granos, y lanas se lleva á los mercados de Sigüenza, Medinaceli, Almazan y Atienza. pobl. 71 vec.; 286 alm.: cap. imp. 60,986 rs. 18 mrs. El presupuesto municipal asciende á 721 rs. y se cubre con 136, que prod. las yerbas, y el resto por repartimiento vecinal.
(Madoz, 1845, p. 193)

A finales del siglo XX crece el término del municipio porque incorpora a Marazovel.

## Demografía
Cuenta con una población de 51 habitantes (INE 2024).
| Gráfica de evolución demográfica de Alpanseque entre 1842 y 2021 |
| |
| Población de derecho según los censos de población del INE Población de hecho según los censos de población del INEEntre el censo de 1981 y el anterior, crece el término del municipio porque incorpora a 42109 (Marazovel) |

### Población por núcleos
| Núcleos    | Habitantes (2009) |
| ---------- | ----------------- |
| Alpanseque | 46                |
| Marazovel  | 36                |

## Patrimonio

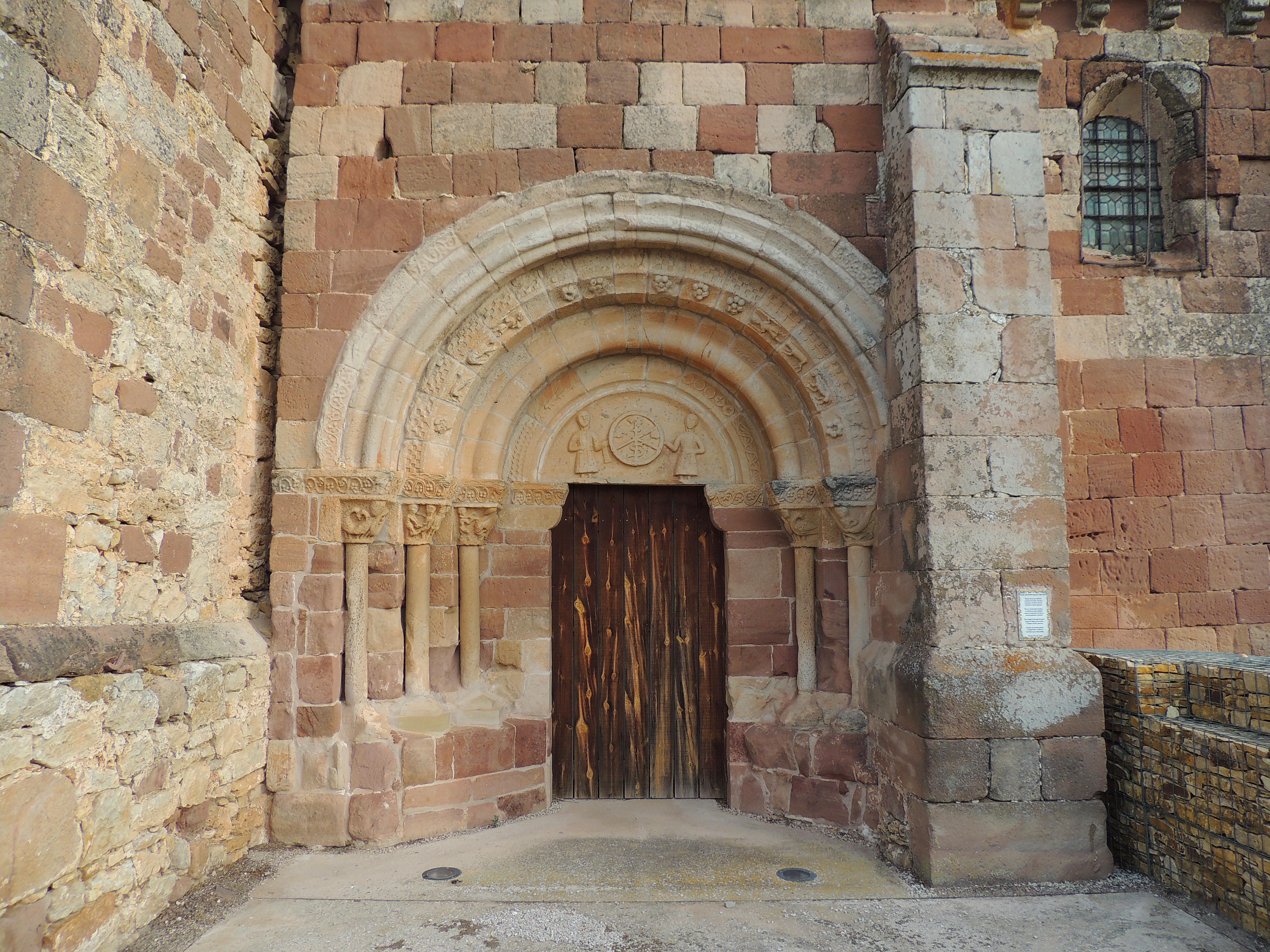
Iglesia de Nuestra Señora de la Asunción

- Iglesia de Nuestra Señora de la Asunción. La iglesia parroquial, bajo la advocación de la Asunción de Nuestra Señora,[7] fue en origen un templo románico de finales del siglo XII o principios del XIII. Sin embargo, en el siglo XVII se eliminó su cabecera original para sustituirla por otra plana con planta de cruz. También se erigió la torre situada al extremo sureste del templo donde está localizada la campana actualmente. La portada original del templo se hallaba tapiada, hasta que en 1985 fue de nuevo dada a la luz. Frente a ella, se halla el cementerio local, por donde hay que acceder para contemplarla. La portada se compone de tres arquivoltas decorada con escenas de caza, brotes florales, figuras en zig-zag y vástagos con zarcillos simétricos La decoración, propia del románico aragonés, debió de verse vehiculada o influida por el hecho de que el obispo de Sigüenza, don Rodrigo (1192-1221) fuese de origen aragonés. Fechas de su episcopado que cuadran con el momento de edificación del templo. Los capiteles de esta portada son rudos al igual que el tímpano y muestran, de nuestra izquierda a derecha: dos pareja de aves con las cabezas vueltas hacia su dorso, dos parejas de luchadores que lo hacen con sus manos y una escena de caza en la que un cazador clava su lanza en un cuadrúpedo que bien pudiera ser un jabalí.[8]
- Ermita de las Angustias. Está situada a las afueras de la aldea, construida en piedra rojiza y pedrusco, obtenida de la cantera actualmente desaparecida. En 1921 fue arreglada la capilla a causa del hundimiento de la misma, la pared trasera se derrumbó habiendo destruido el interior de la misma, desde ese momento de decidió cambiarle el nombre (ermita de la Virgen de la Soledad). En el 2009 se retejó y se puso baldosín de mosaico pintado en el suelo. En su interior se allá un retablo barroco dedicado a la Virgen de las Angustias con un Cristo yacente en sus brazos, la gente del pueblo recuerda que hace muchos años había allí una virgen de vestir (actualmente desaparecida).
- Ermita de San Andrés.En 1929 fue vendida a una familia ( la razón por la que fue vendida es desconocida ) solo se sabe que la talla del santo fue llevada a la parroquia del pueblo.

Actualmente su ubicación es desconocida, posiblemente desaparecida ya que sus materiales podrían haberse reutilizados para otros usos o construcciones.